# Bauho
Bauho is een bestuurslaag in het regentschap Belu van de provincie Oost-Nusa Tenggara, Indonesië. Bauho telt 610 inwoners (volkstelling 2010).